# Hell on Stage
Hell on Stage is een live-album van de heavymetalgroep Manowar, dat werd uitgegeven in 1999.
Het album bestaat uit twee cd's.

## Inhoud

### Cd 1
1. Metal Daze (4:33)
2. Dark Avenger (6:26)
3. March for Revenge (By the Soldiers of Death) (9:02)
4. Gates of Valhalla (7:57)
5. Hatred (8:40)
6. Bridge of Death (9:14)
7. William's Tale [instrumental] (3:08)
8. Guyana (The Cult of Damned) (7:34)

### Cd 2
1. The Warriors Prayer (4:23)
2. Blood of the Kings (8:04)
3. Sting of Bumblebee [instrumentaal] (5:59)
4. Heart of Steel (6:23)
5. Master of the Wind (5:36)
6. Outlaw (3:29)
7. The Power (4:08)
8. The Crown & The Rings (Lament of the Kings) (2:56)

## Artiesten
- Eric Adams - vocalen
- Karl Logan - gitaar
- Joey DeMaio - basgitaar en klavier
- Scott Columbus - drum en slagwerk